# Agapito Mosca
Agapito Mosca (Pesaro, 28 de abril de 1678 - Roma, 22 de agosto de 1760) fue un eclesiástico italiano. 
Nacido en el seno de una familia noble del patriciado de Bérgamo emigrada a Pesaro a mediados del siglo XVI, fue hijo del marqués Carlo Mosca y de su esposa Ippolita Greppi, y primo de Clemente XI por parte de padre.  
Estudió en el colegio Tolomei de Siena y en la Universidad de Urbino, en la que se doctoró in utroque iure en 1697. 
Cinco años después entró a formar parte del séquito del arzobispo de Aviñón Lorenzo Fieschi cuando este fue enviado como nuncio a Francia en los preliminares de la guerra de sucesión española, y en 1706 viajó por gran parte de Alemania y Polonia, comisionado para entregar la birreta a los recién creados cardenales Giovanni Alberto Badoer y Christian August von Sachsen-Zeitz. Fue vicelegado en Romaña en 1713, gobernador de Jesi en 1717 y de Loreto en 1721, presidente de la Cámara Apostólica en 1726, gobernador de Montone al año siguiente y de Cesi y Terre Arnolfe en 1731. 
Clemente XII le creó cardenal de San Giorgio in Velabro en el consistorio de octubre de 1732, en cuya condición fue miembro de la Congregación del Índice, de la Consulta, del Buen Gobierno y de Propaganda Fide. Tras la muerte en 1734 del cardenal Alessandro Aldobrandini, Mosca le sustituyó como legado en Ferrara, en los tiempos en que la guerra de sucesión polaca se extendía por el norte de Italia. 
Participó en el cónclave de 1740 en que fue elegido papa Benedicto XIV, y ya con título de Santa Agata in Suburra y cargo de pro-prefecto del Tribunal de la Signatura Apostólica, en el de 1758 en que lo fue Clemente XIII. 
Fallecido en Roma en 1760 a los 82 años de edad, fue sepultado junto al altar mayor de la iglesia de Santa Maria Immacolata de esta misma ciudad.